# Монтебелуна
Монтебелу̀на (на италиански: Montebelluna; на венециански: Montebełuna) е община в Северна Италия, провинция Тревизо, регион Венето. Разположена е на 109 m надморска височина. Населението на общината е 31 332 души (към 2014 г.).
Административен център на общината е град Ла Пиеве (La Pieve).